# Malu Roșu, Prahova
Malu Roșu este un sat în comuna Ceptura din județul Prahova, Muntenia, România.
Așezarea este atestată documentar în 1831.
În 2011, satul avea o populație de 184 de locuitori.